# Północno-Zachodnia Chorągiew Harcerzy ZHR
Północno-Zachodnia Chorągiew Harcerzy ZHR – jednostka terytorialna Organizacji Harcerzy ZHR. Zrzesza hufce ZHR działające na terenie województwa zachodniopomorskiego i części województwa lubuskiego. Chorągiew zrzesza jednostki ze Szczecina, Gorzowa Wielkopolskiego, Koszalina, Świnoujścia, Świebodzina, Karlina, Szczecinka i Połczyna-Zdroju.

## Hufce i Związki Drużyn[2]
- Gorzowski Związek Drużyn "Bór"
- Pomorski Hufiec Harcerzy
- Szczeciński Hufiec Harcerzy "Rój"
- Świnoujski Związek Drużyn "Castellum"

## Komendanci Północno-Zachodniej Chorągwi Harcerzy ZHR
- hm. Jacek Dudziński (22 czerwca 1994 – 22 maja 1995)
- hm. Andrzej Nawojczyk (22 maja 1995 – 28 lutego 2001)
- (p.o.) phm. Jacek Kowalski (28 lutego 2001 – 13 lutego 2004)
- (p.o.) phm. Marcin Cywiński (13 lutego 2004 – 13 września 2004)
- (p.o.) phm. Artur Mamys (13 września 2004 – 13 kwietnia 2009)
- (p.o.) phm. Rafał Rak (13 kwietnia 2009 – 28 czerwca 2011)
- (p.o.) phm. Jarosław Zamorski (28 czerwca 2011 – 31 marca 2012)
- hm. Jarosław Zamorski (31 marca 2012 – 11 listopada 2012)
- (p.o.) phm. Paweł Szulerecki (11 listopada 2012 – 17 marca 2014)
- (p.o.) phm. Andrzej Smoliński (17 marca 2014 – 22 lutego 2016
- hm. Paweł Szulerecki (17 marca 2016 – 19 lutego 2017)
- (p.o.) phm. Artur Bonkowski (19 lutego 2017 – 25 stycznia 2020)
- hm. Mateusz Wojciechowski (od 25 stycznia 2020)